# الحروب الإنجليزية الهولندية
الحروب الإنجليزية الهولندية كانت سلسلة من الحروب بين الإنجليز (البريطانيين في وقت لاحق) والهولنديين في القرنين السابع عشر والثامن عشر؛ للسيطرة على البحار والطرق التجارية. نشبت الحرب الأولى خلال فترة خلو العرش الإنجليزي حيث دارت رحى القتال بين كومنولث إنجلترا وجمهورية هولندا (المعروفة أيضًا باسم المقاطعات المتحدة)، بينما وقعت الحرب الثانية والحرب الثالثة بعد النهضة واشتركت فيها كل من مملكة إنجلترا وجمهورية هولندا. ووقعت الحرب الرابعة بعد قوانين الاتحاد ومشاركة مملكة بريطانيا العظمى وجمهورية هولندا.
أكدت الحربان الإنجليزية الهولندية الثانية والثالثة موقف الجمهورية الهولندية باعتبارها الدولة البحرية الرائدة في القرن السابع عشر.

## خلفية تاريخية
في خلال أواخر العصور الوسطى وعصر النهضة، لم يكن لإنجلترا أو للمقاطعات البحرية الرئيسية البلدان المنخفضة وفلاندرز وهولاندا قوات بحرية أوروبية كبرى على قدر المساواة مع البندقية أو جنوة أو البرتغال أو قشتالة أو أراغون. وفي أثناء الحروب الدينية في القرن السادس عشر بين أسرة هابسبورغ الكاثوليكية الحاكمة والدول البروتستانتية الحديثة، قامت إنجلترا وهي تقع تحت حكم إليزابيث الأولى بإنشاء قوة بحرية قوية لتكون قادرة على تنفيذ هجوم بعيد المدى أو بعثات قرصنة موجهة ضد الإمبراطورية الإسبانية، الممثلة من قبل فرانسيس دريك المستغل. ومولت هذه الغارات من قبل الأسرة الحاكمة أو طبقة النبلاء، وكانت مربحة للغاية في بداية الأمر، حتى ألحقت بهم البحرية الإسبانية وأجهزة المخابرات سلسلة من الهزائم الكبرى. ولخلق الذرائع للقيام بمثل هذه الأعمال العدائية ضد إسبانيا، قامت إليزابيث بمساعدة الثورة الهولندية من خلال توقيع معاهدة التفوق في عام 1585 مع الدولة الهولندية الجديدة للمقاطعات المتحدة. ولعبت هولندا في الحرب الإنجليزية الإسبانية التي نجمت عن ذلك دورًا ثانويًا فقط لأنهم كانوا في غاية الانشغال بقتال جيوش هابسبورغ في عقر دارهم.
ورغم ذلك، فعند نهاية القرن، بدأت العلاقات الإنجليزية الإسبانية في التحسن مما أدى إلى إرساء أسس السلام في عام 1605، وإنهاء معظم أعمال القرصنة التي أدت إلى إهمال البحرية الملكية. ولم يؤدِ فشل الحرب الإنجليزية الإسبانية في عام 1625 إلا إلى إحداث تغيير مؤقت في السياسة السائدة. وفي نفس الفترة، استمر الهولنديون في صراعهم مع هابسبورغ وبدأوا في تنفيذ أعمال هجومية لمسافات طويلة بالإضافة إلى نجاحهم الكبير في القرصنة. وفي عام 1628 كان الأميرال بييت هاين (Piet Heyn) هو الوحيد الذي نجح في الاستيلاء على جزء كبير من أسطول الكنوز الإسبانية. ولذلك، حل الهولنديون محل البرتغاليين في مجال التجارة في آسيا.
استولى الهولنديون على معظم مراكز التجارة البرتغالية الموجودة في الهند الشرقية، وسيطروا على قدر هائل من تجارة البهارات المربحة. وتزامن ذلك مع النمو الهائل للأسطول التجاري الهولندي، الذي حقق ذلك النمو الهائل بفضل الإنتاج الضخم الرخيص الثمن من المراكب الشراعية. وبعد ذلك بفترة وجيزة استحوذت هولندا على أكبر أسطول تجاري في أوروبا وسيطرت على الوضع في التجارة الأوروبية، خاصة في منطقة بحر البلطيق. وازدادت كذلك قوة البحرية الهولندية تدريجيًا وإن كانت بمعدل أقل من أسطولها التجاري.
ومنذ يناير 1631 شارك تشارلز الأول ملك إنجلترا في عدد من المعاهدات السرية مع إسبانيا ضد القوات البحرية الهولندية. وبدأ أيضًا في برنامج ضخم لبناء القوات البحرية، من خلال فرض ضرائب على المدن الساحلية لبناء سفن ضخمة مثل نظام إتش إم إس السائد في البحار. ومع ذلك لم تحقق سياسة تشارلز نجاحًا كبيرًا. ونتيجة لخشية تعرض علاقته الطيبة مع فريدريك هنري، أمير أورانج نائب الملك الهولندي للخطر، فقد أدت مساعدته المحدودة لإسبانيا نفسها إلى السماح لقوات هابسبورغ وهي في طريقها إلى دونكيرك أن تستعمل آليات الشحن الإنجليزية المحايدة؛ بينما في عام 1636 و1637 قام ببعض المحاولات الفاترة لانتزاع حقوق الصيادين الهولنديين في صيد الرنجة من بحر الشمال حتى تدخلت البحرية الهولندية لوضع حدود لهذه الممارسات. وعندما طلب أسطول نقل إسباني كبير اللجوء إلى المرسى الإنجليزي داونز، لم يجرؤ تشارلز على حمايته من هجوم هولندي؛ مما أدى إلى معركة داونز التي قضت على القوة البحرية الإسبانية وسمعة تشارلز في آن واحد.
وبدأت الحرب الأهلية الإنجليزية بعد ذلك بفترة قصيرة، والتي أدت إلى إضعاف البحرية الإنجليزية بشدة. وكانت قواتها البحرية منقسمة داخليًا مثلما هو الوضع في البلاد ككل؛ وظلت سيادة هولندا على الأرض مثلما كانت في البحر، حتى أنها سيطرت على معظم التجارة البحرية الإنجليزية مع مستعمراتها في أمريكا الشمالية. ورغم ذلك انعكس الوضع تمامًا في الفترة بين 1648 و1651. ففي عام 1648 أبرمت المقاطعات المتحدة معاهدة سلام مونستر مع إسبانيا؛ حيث تم إعفاء معظم الجيش والبحرية الهولندية من الخدمة. أدى ذلك إلى صراع بين المدن الهولندية الرئيسية ووليام الثاني حاكم أورانج النائب الجديد للملك، الذي جرف الجمهورية إلى حافة حرب أهلية وتلا ذلك وفاة الحاكم وليام الثاني فجأة عام 1650 مما أضاف إلى التوترات السياسية. وفي الوقت نفسه وحد أوليفر كرومويل بلاده في كومنولث إنجلترا وفي خلال سنوات قليلة أسس قوة بحرية قوية وتمكن من مضاعفة عدد السفن إلى حد كبير مما أدى إلى الارتقاء بمستوى التنظيم والانضباط. وبذلك كانت إنجلترا على استعداد لمواجهة الهيمنة الهولندية على التجارة.
وازدادت الحالة المزاجية الميالة إلى قتال الهولنديين في إنجلترا. ونجم ذلك بشكل جزئي عن المفاهيم القديمة الهزيلة: حيث إنهم اعتبروا أن هولندا ناكرة للمساعدات التي تلقوها في المواجهة الإسبانية من خلال زيادة قوتهم عن الحماة البريطانيين السابقين؛ بالإضافة إلى ممارستهم صيد الرنجة قبالة الساحل الشرقي الإنجليزي؛ بل وكانوا وراء إخراج الإنجليز من جزر الهند الشرقية وارتكابهم لأعمال وحشية تنكيلية تدل على الاستغلال مثل مذبحة أمبوينا، بينما صرخوا مطالبين بتطبيق مبدأ التجارة الحرة للتحايل على الضرائب في المستعمرات الإنجليزية. لكن كانت هناك أيضًا نقاط جديدة للصراع مثل: تدهور القوة الإسبانية في نهاية حرب الثلاثين عامًا في عام 1648 والاستيلاء على المستعمرات من قبل البرتغال (بالفعل في وسط حرب استعادة البرتغال), بل وربما بالتساوي مع إسبانيا المحاصرة، التي كانت عبارة عن لقمة سائغة. و بعد عام 1648، سرعان ما حل الهولنديون محل الإنجليز في التجارة في منطقة القوقاز. إضافة إلى ذلك، خشي كرومويل من تأثير حزب أورانجيست (Orangist) وأماكن النفي التابعة للإنجليز لأن نواب الملك في هولندا كانوا يميلون دائمًا لمساندة عائلة ستيوارت المالكة؛ لذلك غضب الهولنديون من ضرب عنق تشارلز الأول.
وحاول كرومويل تخفيف حدة التوتر في وقت مبكر من عام 1651، عن طريق إرسال وفد إلى لاهاي يقترح عليهم ضم الجمهورية الهولندية إلى الكومنولث ومن ثم تساعد هولندا إنجلترا في غزو معظم بلاد أمريكا الإسبانية. وانتهت هذه المحاولة اليائسة لإنهاء الهيمنة الهولندية بالحرب. ومع ذلك كان حزب السلام الحاكم في ولايات هولندا غير قادر على صياغة رد للعرض غير المتوقع والبعيد المدى. حيث حرض حزب أورانجيست الموالي لعائلة ستيوارت المالكة بعض الرعاع على مضايقة المبعوثين. وعندما عاد الوفد، شعر البرلمان الإنجليزي بانزعاج شديد من موقف هولندا، حيث قرر اتباع سياسة المجابهة.